# 稲葉 (稲沢市)
稲葉（いなば）は、愛知県稲沢市の地名。1丁目から5丁目を有する。

## 地理
稲沢市の中心部にあり、三宅川の左岸（東岸）に集落が形成されている。北は稲島町と稲沢町、西は西町1丁目から西町3丁目、南は稲沢町、東は小沢1丁目から4丁目に接している。

### 交通
- 愛知県道136号一宮清須線
- 美濃路

### 人口の変遷
国勢調査による人口および世帯数の推移。
| 1995年（平成7年）  | 714世帯 2364人 |  |
| 2000年（平成12年） | 757世帯 2257人 |  |
| 2005年（平成17年） | 769世帯 2144人 |  |
| 2010年（平成22年） | 800世帯 2106人 |  |
| 2015年（平成27年） | 810世帯 2056人 |  |
| 2020年（令和2年）  | 836世帯 2061人 |  |

## 歴史

### 中世
文化13年（1816年）に編纂された『尾張国地名考』によると、稲葉とは「秋熟の賀祝に出る名」であるとされる。室町時代以後には尾張国中島郡に伊奈波があった。応永23年（1416年）には妙興寺領となった。

### 近世

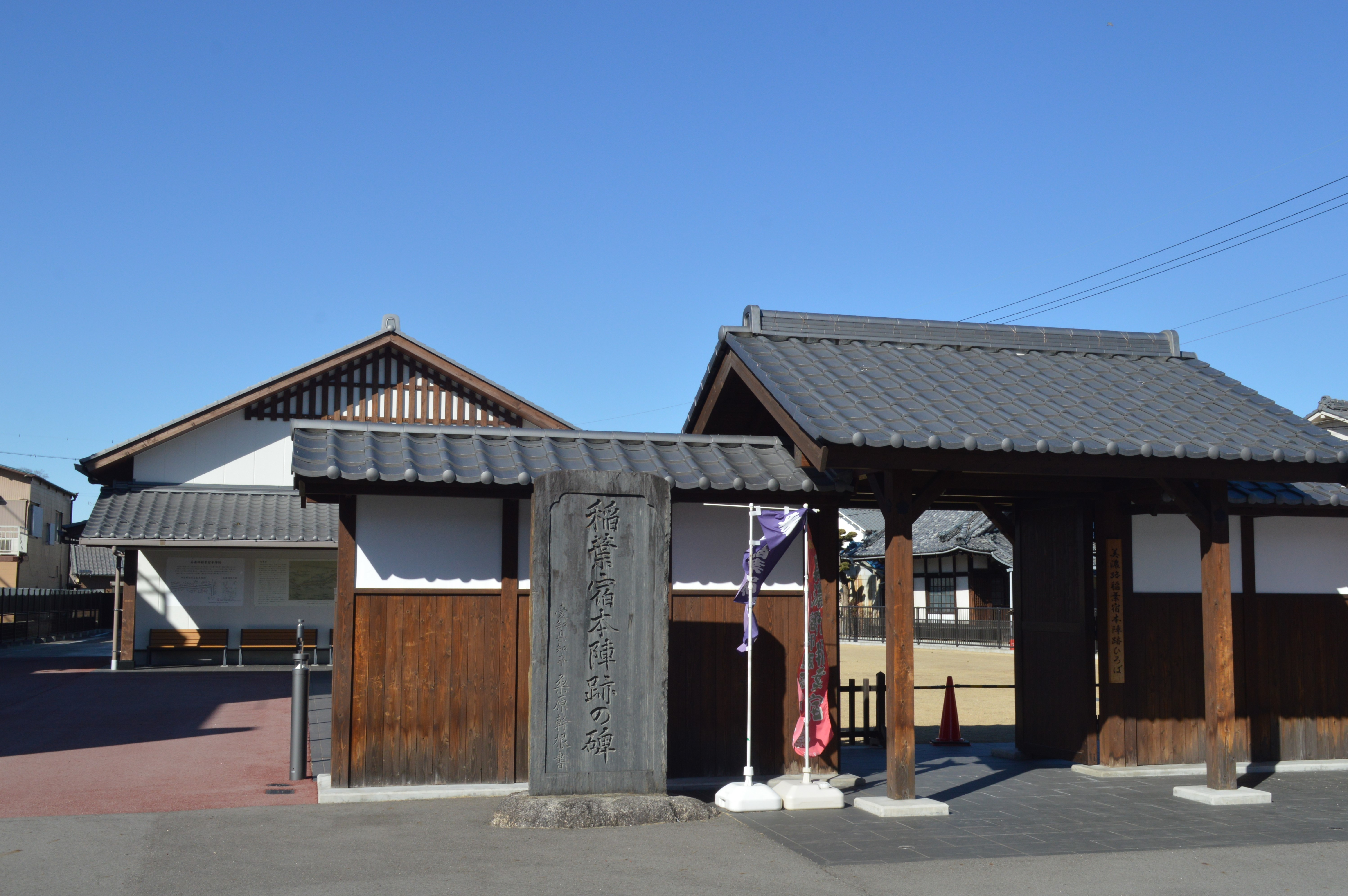
「稲葉宿本陣跡の碑」と美濃路稲葉宿本陣跡ひろば

江戸時代の中島郡稲葉村は尾張藩領であり、清洲代官所（清洲陣屋）によって統治されていた。東海道と中山道を結ぶ脇往還として美濃路があり、稲葉村や隣接する小沢村には宿場の稲葉宿が形成されていた。
稲葉宿は江戸から93里35町の距離にあり、上り（西）は1里半で萩原宿に、下り（東）も1里半で清洲宿に達した。稲葉宿の高札場は稲葉村と小沢村の境に立てられ、本陣は小沢村に、脇本陣は稲葉村にあった。問屋場は稲葉村の2軒と小沢村の1軒の計3軒があり、両村合わせて8軒の旅籠があった。
寛文年間（1661年～1673年）に編纂された『寛文郷帳』によると、稲葉村の村高は800石余だった。寛文年間の『寛文覚書』によると、家数は122戸、人数は727人であり、馬36頭を有していた。享保16年（1731年）からは定期市として六斎市が催された。
文政5年（1822年）に編纂された『尾張徇行記』によると、家数は259戸、人数は1003人であり、馬30頭を有していた。天保年間（1831年～1845年）に編纂された『天保郷帳』によると、村高は800石余だった。明治時代初期に編纂された『旧高旧領』によると、村高は1112石余だった。

### 近代

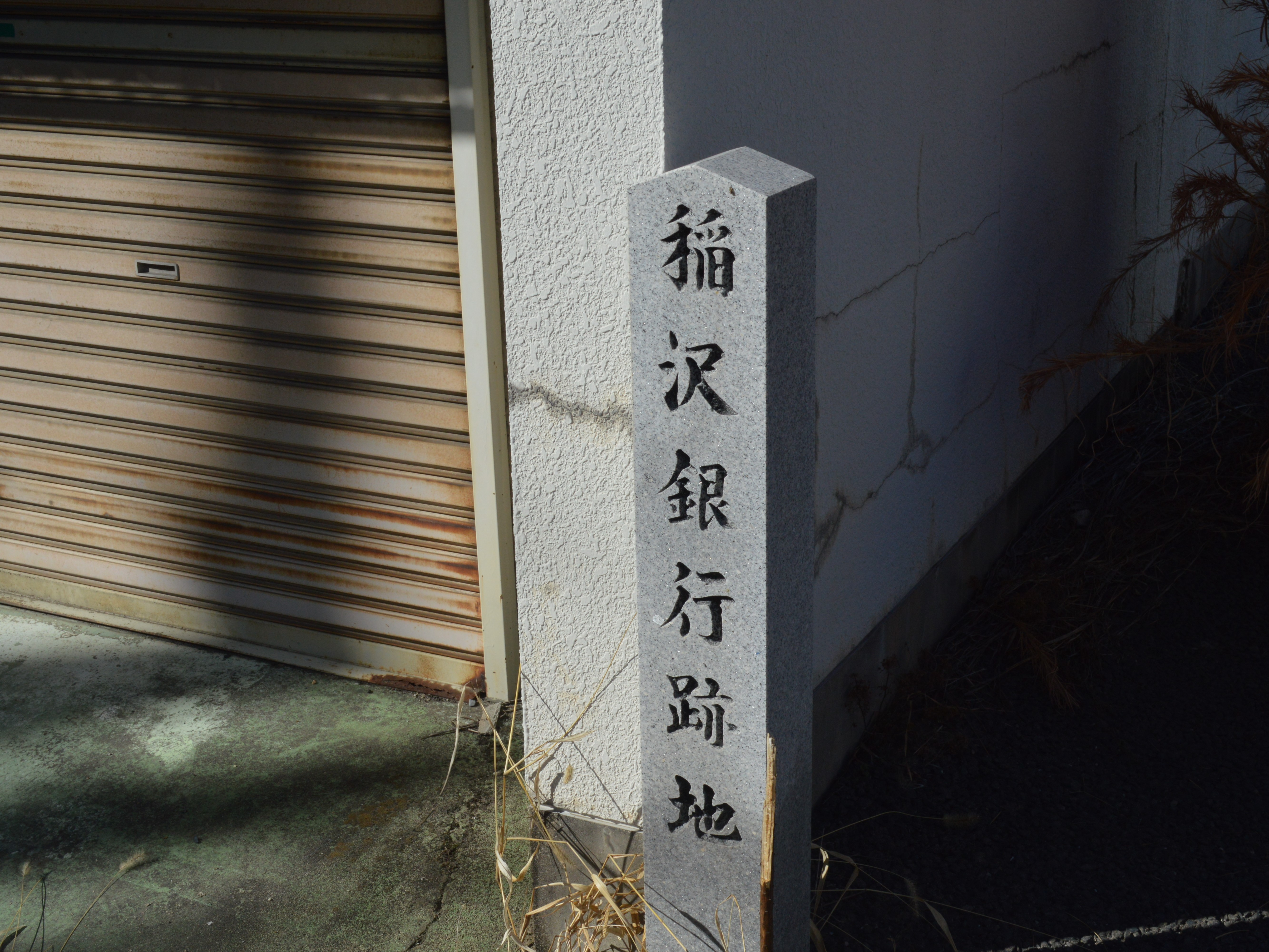
稲沢銀行跡地

1869年（明治2年）12月下旬には稲葉宿を発端とする農民一揆が起こった。年貢の減免や御救米の支給を求める一揆が尾張地方西部一帯に広がり、勃発地の名前を取って稲葉騒動と呼ばれた。約3万5000人もの農民が参加し、稲葉村にあった大地主の山田市三郎家などが襲撃を受けた。
1873年（明治6年）には禅源寺に知新学校が設立され、1874年（明治7年）には稲葉郵便取扱所が設置され、1877年（明治10年）には稲葉警察分署が設置された。1874年（明治7年）の戸数は287戸、人口は1173人だった。1878年（明治11年）の郡区町村編制法によって行政区画としての中島郡が設置されると、稲葉村に中島郡役所が置かれて行政中心地となった。
1887年（明治20年）には稲葉村と小沢村が合併し、両村から一字ずつを取って稲沢村となった。1889年（明治22年）には町村制が施行され、稲沢村と桜木村が合併して稲沢町が発足した。1891年（明治24年）10月28日に発生した濃尾地震では中島郡や葉栗郡の被害が大きく、稲沢町も甚大な被害を受けた。
1900年（明治33年）には稲葉に稲沢銀行が設立され、山田市三郎が初代頭取に就任した。1907年（明治40年）には稲沢尋常小学校が開校し、1909年（明治42年）には稲沢西尋常小学校（現・稲沢市立稲沢西小学校）に改称した。

### 現代

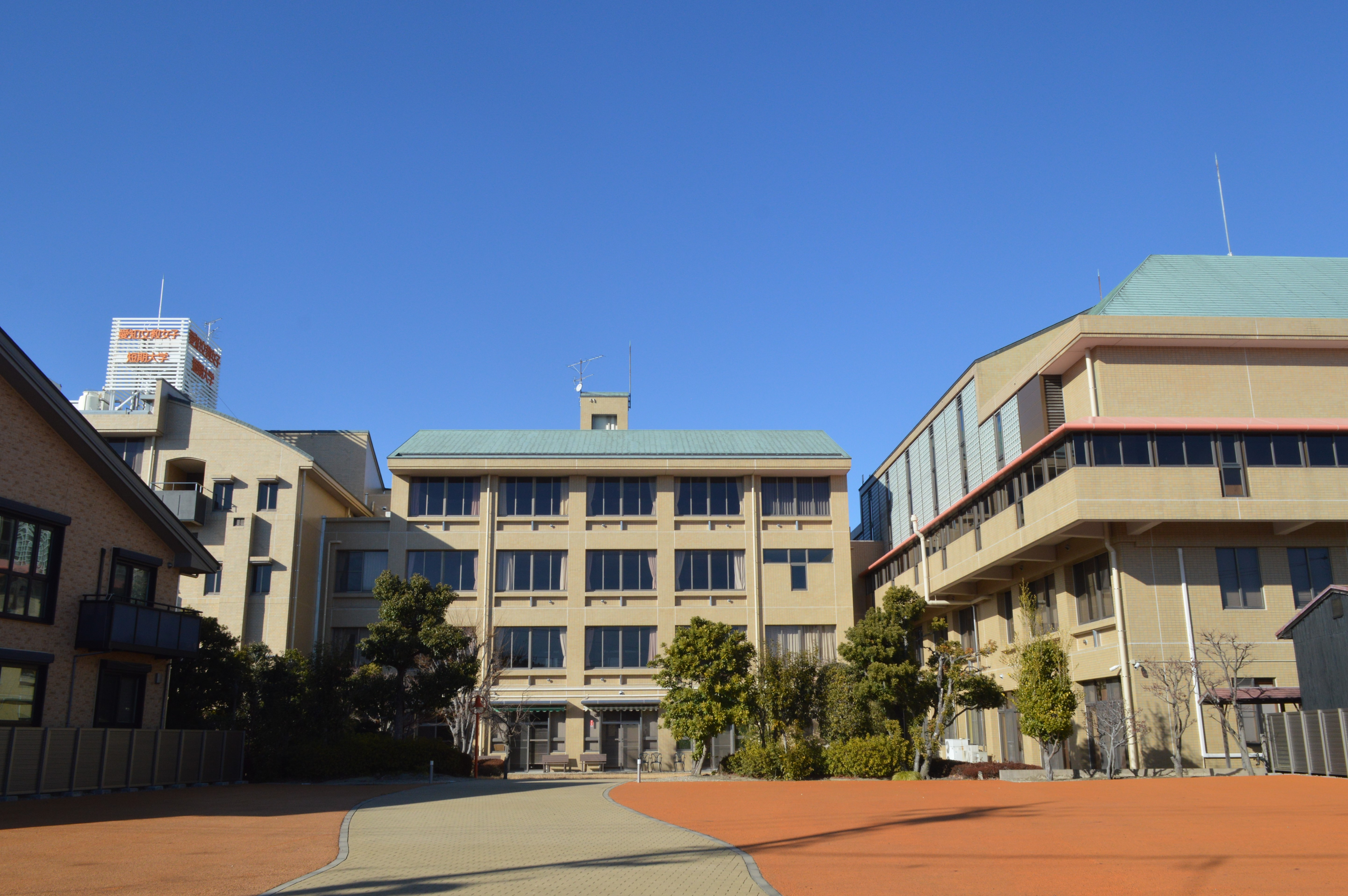
愛知文教女子短期大学

1927年（昭和2年）には中島郡萩原町中島（現・一宮市萩原町中島）にある本養寺の足立誾励住職によって、禅源寺山に稲沢高等女学校が創設された。1943年（昭和18年）には財団法人足立教育報国財団の設置が認可され、戦後の1948年（昭和23年）には財団法人足立学園に改称、1951年（昭和26年）には稲沢高等女学校が発展して愛知文教女子短期大学が設立された。
1958年（昭和33年）には稲沢町が市制施行して稲沢市が発足した。市制施行時の当地は稲沢市稲沢町の一部だったが、1984年（昭和59年）には稲沢市稲沢町から稲沢市稲葉1丁目から5丁目が分離独立した。
1989年（平成元年）時点の人口は634人。

## 施設
- 稲沢稲葉郵便局
- 稲沢市民センター（稲沢市稲沢公民館）

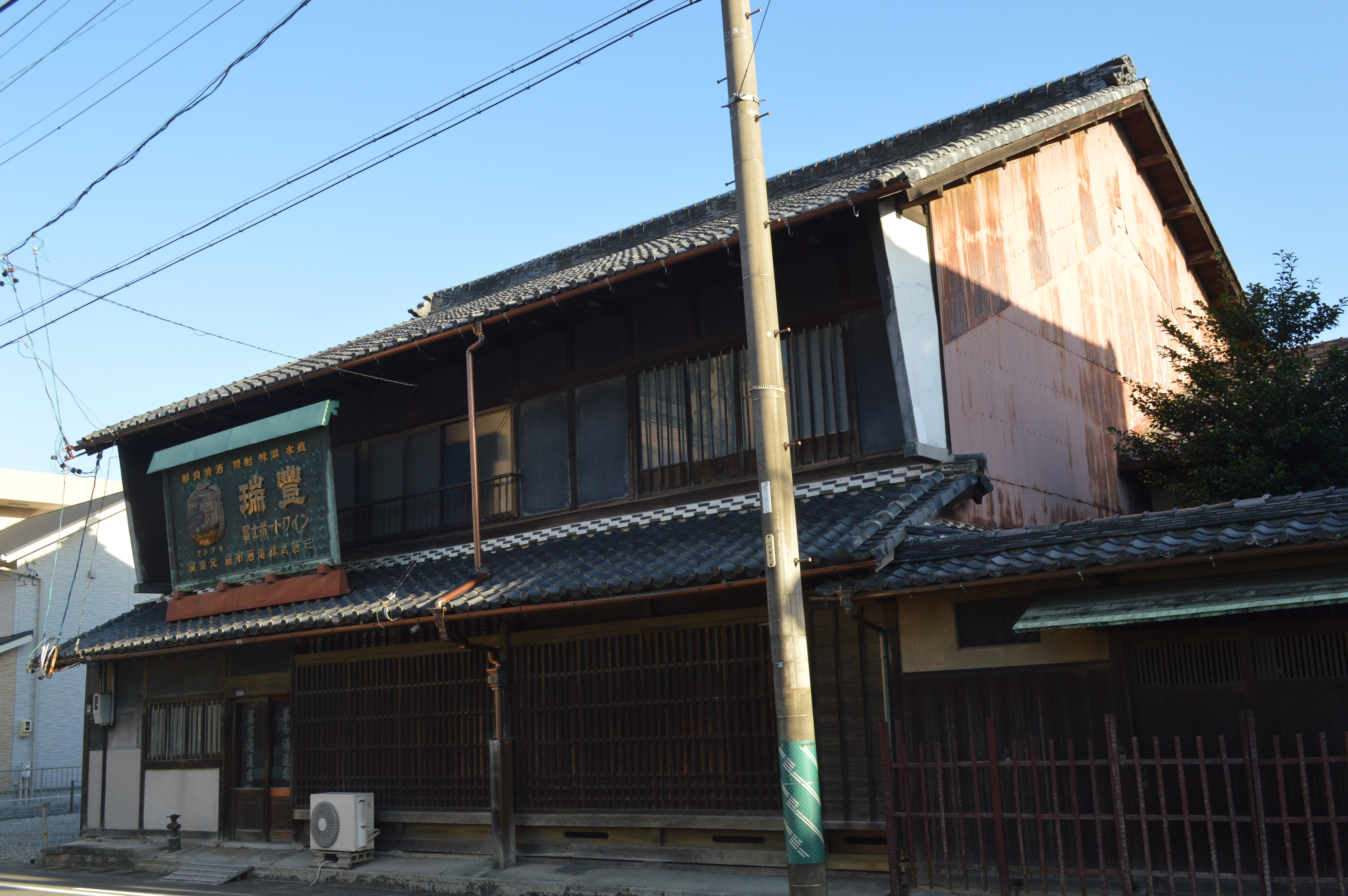
藤市酒造

- 稲沢市シルバー人材センター - 1959年（昭和34年）に稲沢郵便局として竣工した建物を転用。
- 中本町区旭町区会場
- 栴壇保育園
- 藤市酒造 - 1870年（明治3年）創業の日本酒メーカー。銘柄は「なおい」や「菊鷹」。
- 山田市三郎邸
- 山田文七邸
- 旧中部電力稲沢営業所 - 1936年（昭和11年）竣工の近代建築。
- 旧稲葉郵便局 - 近代建築。
- 山彦本社 - 1970年（昭和45年）設立の企業。食品スーパーの生鮮館やまひこを経営。

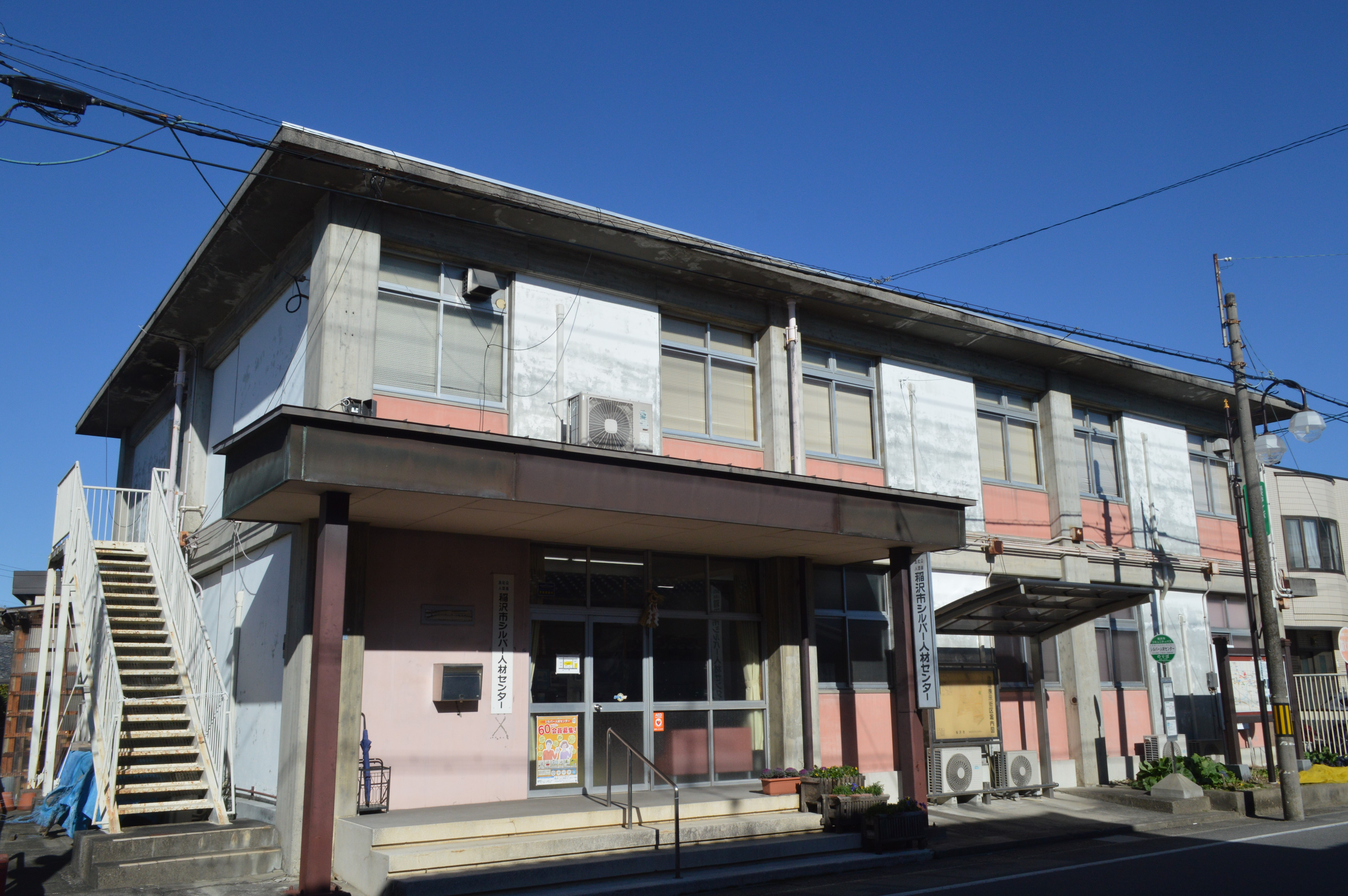
稲沢市シルバー人材センター
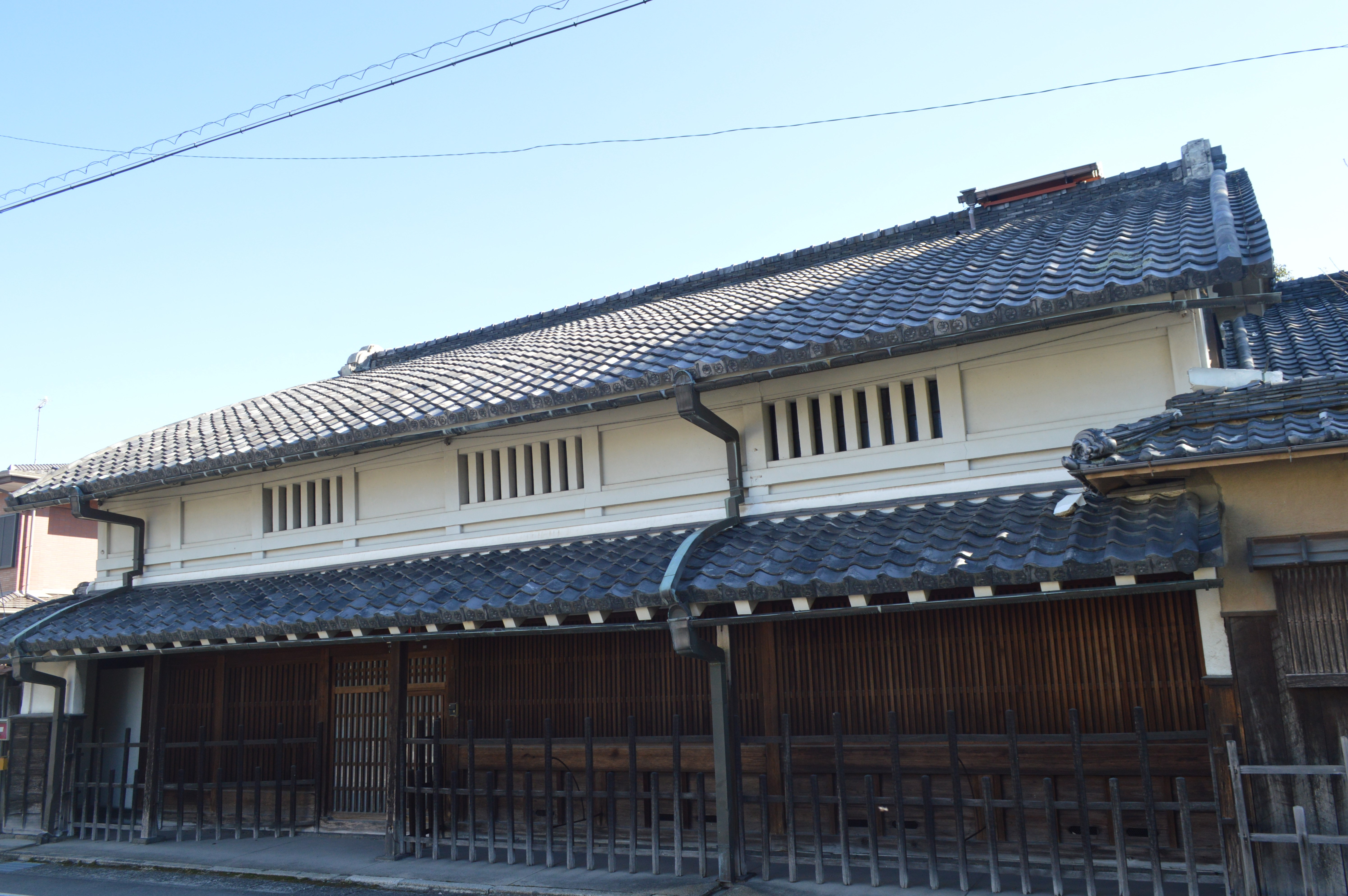
山田市三郎邸
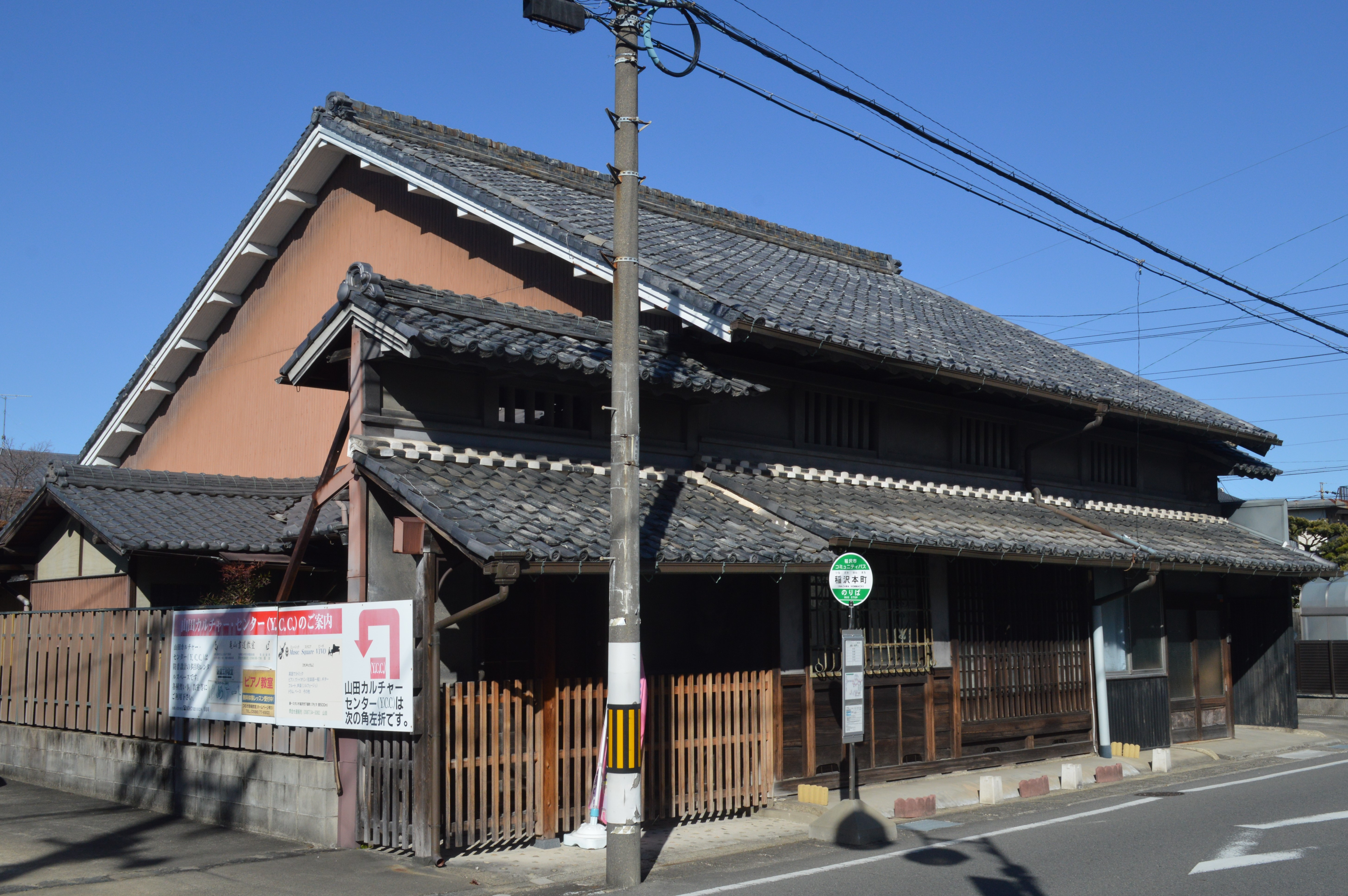
山田文七邸
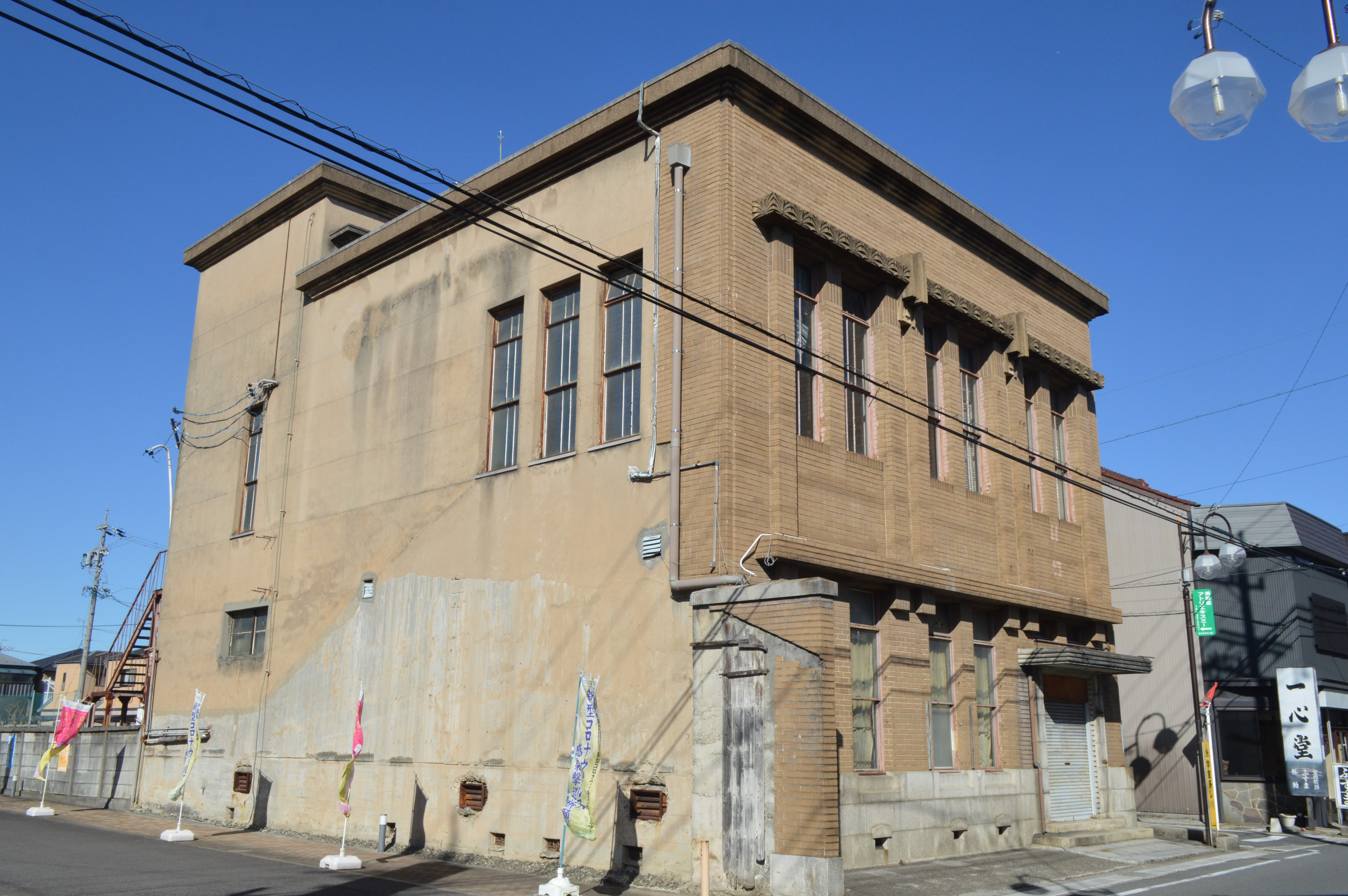
旧中部電力稲沢営業所
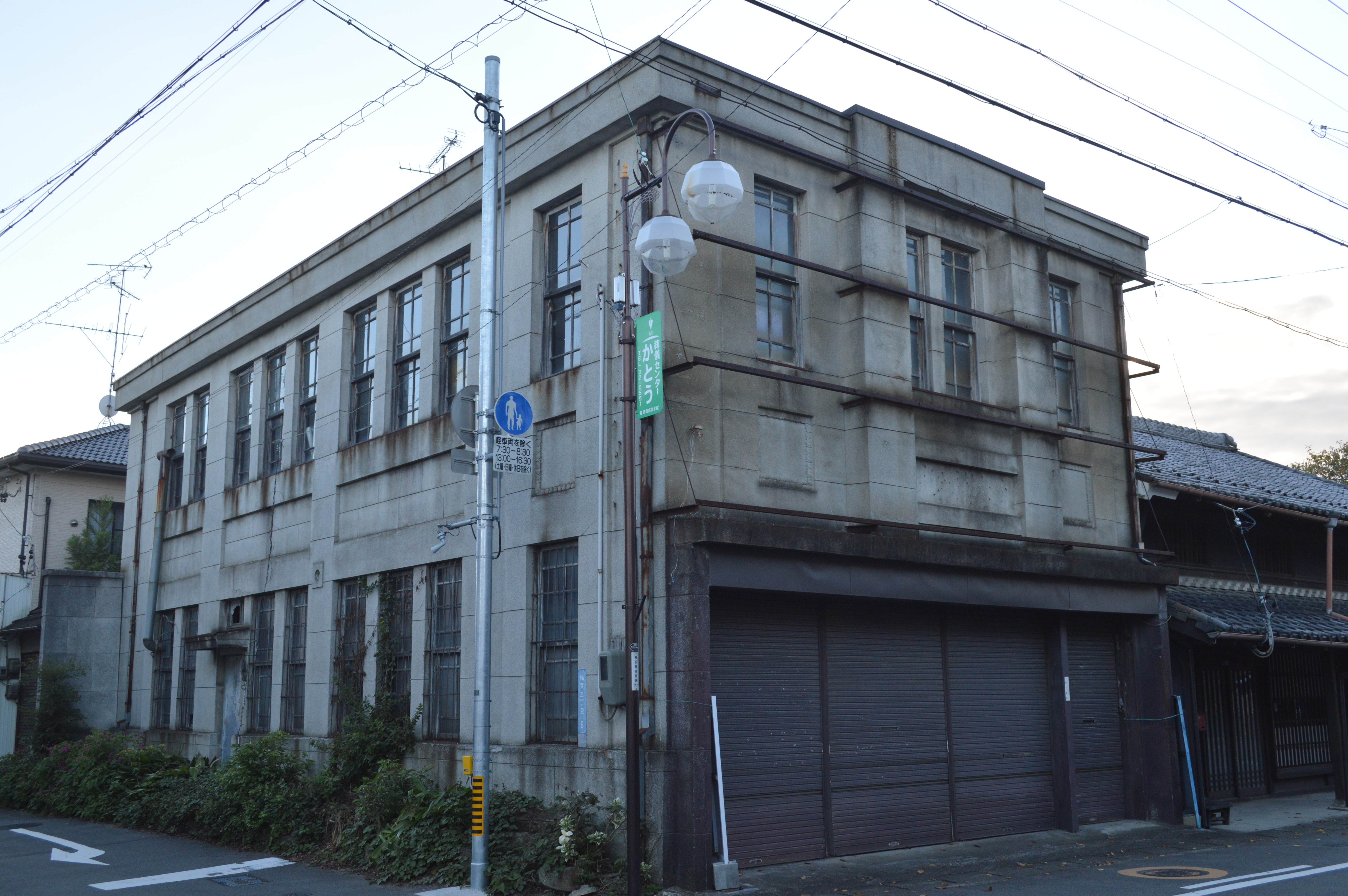
旧稲葉郵便局
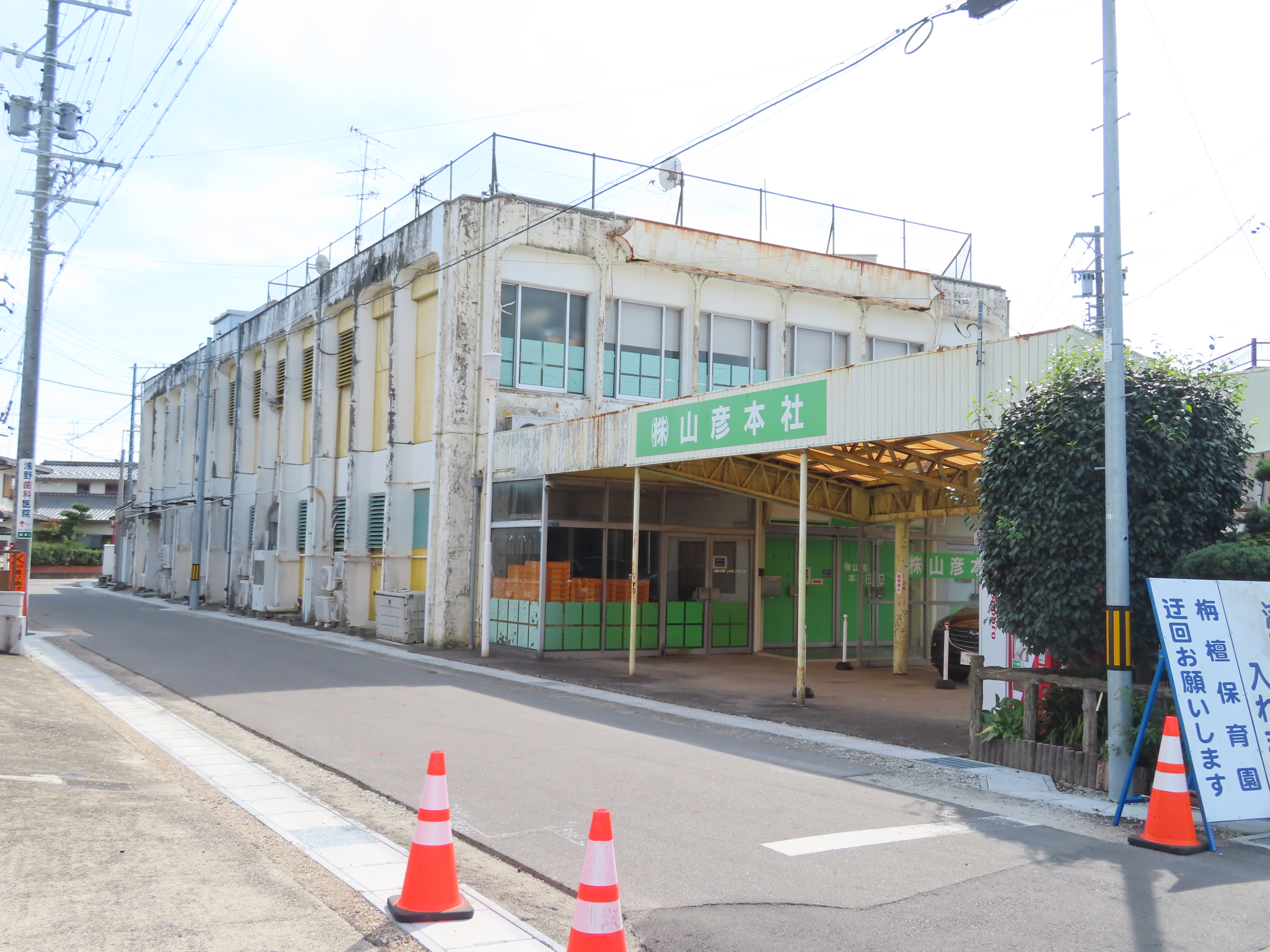
山彦本社

## 名所・旧跡
- 白龍社・白山社
- 御嶽神社

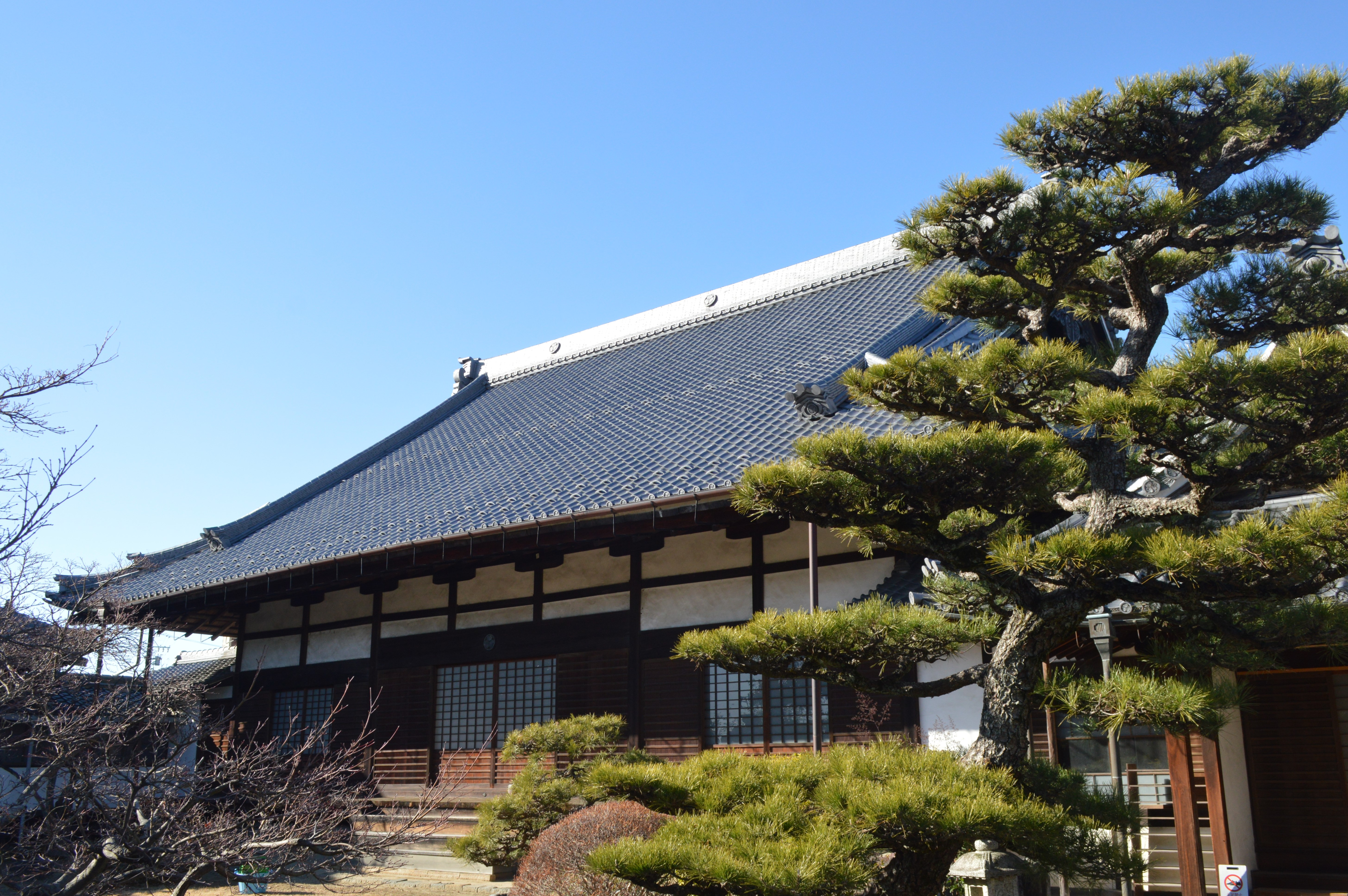
禅源寺

- 禅源寺 - 1丁目。臨済宗妙心寺派の寺院。山号は金華山[8]。本尊は十一年観音[8]。永和2年（1376年）に太清宗渭和尚によって創建され、永正9年（1512年）に勝岩和尚によって中興された。虎岩和尚の代、寛永11年（1634年）に徳川家光が上洛した際には宿泊所となり、御紋附白綾一巻と御惟子一重外を拝領したほか、表道具に葵紋を付けることが許された[8]。鎌倉時代前期の木造阿弥陀如来坐像は愛知県指定文化財。室町時代の絹本著色毘沙門天像[WEB 12]、藤原時代の木造阿弥陀如来坐像[WEB 13]、鎌倉時代の木造釈迦如来坐像[WEB 14]は稲沢市指定文化財。寛永年間（1624年～1645年）建立の勅使門は稲沢市指定文化財[WEB 15]。
- 西光院 - 2丁目。浄土宗の寺院。
- 玉林寺 - 2丁目。臨済宗妙心寺派の寺院。
- 寶光寺（宝光寺） - 3丁目。真宗大谷派の寺院。
- 金光教稲沢教会 - 2丁目。

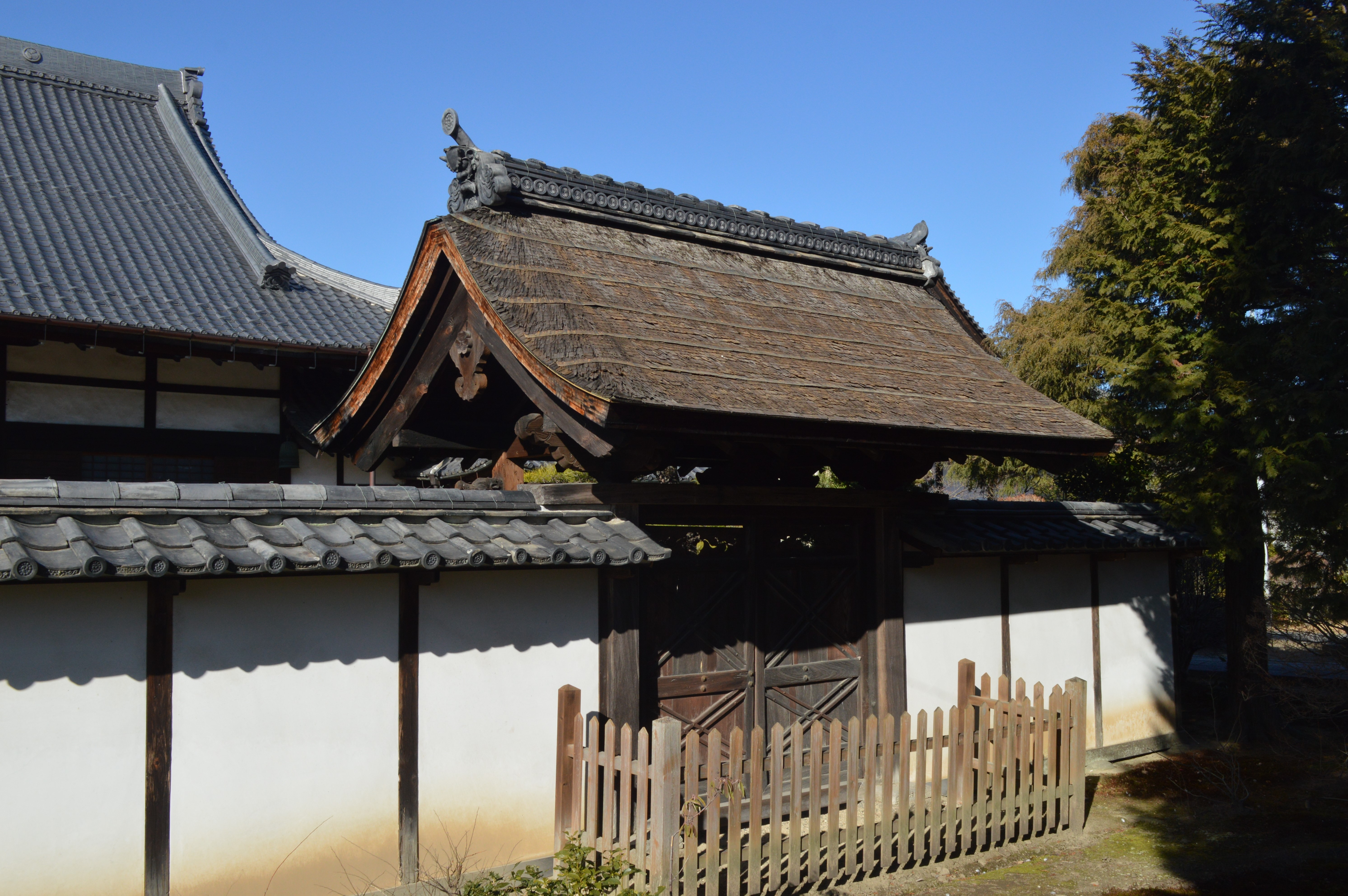
禅源寺勅使門
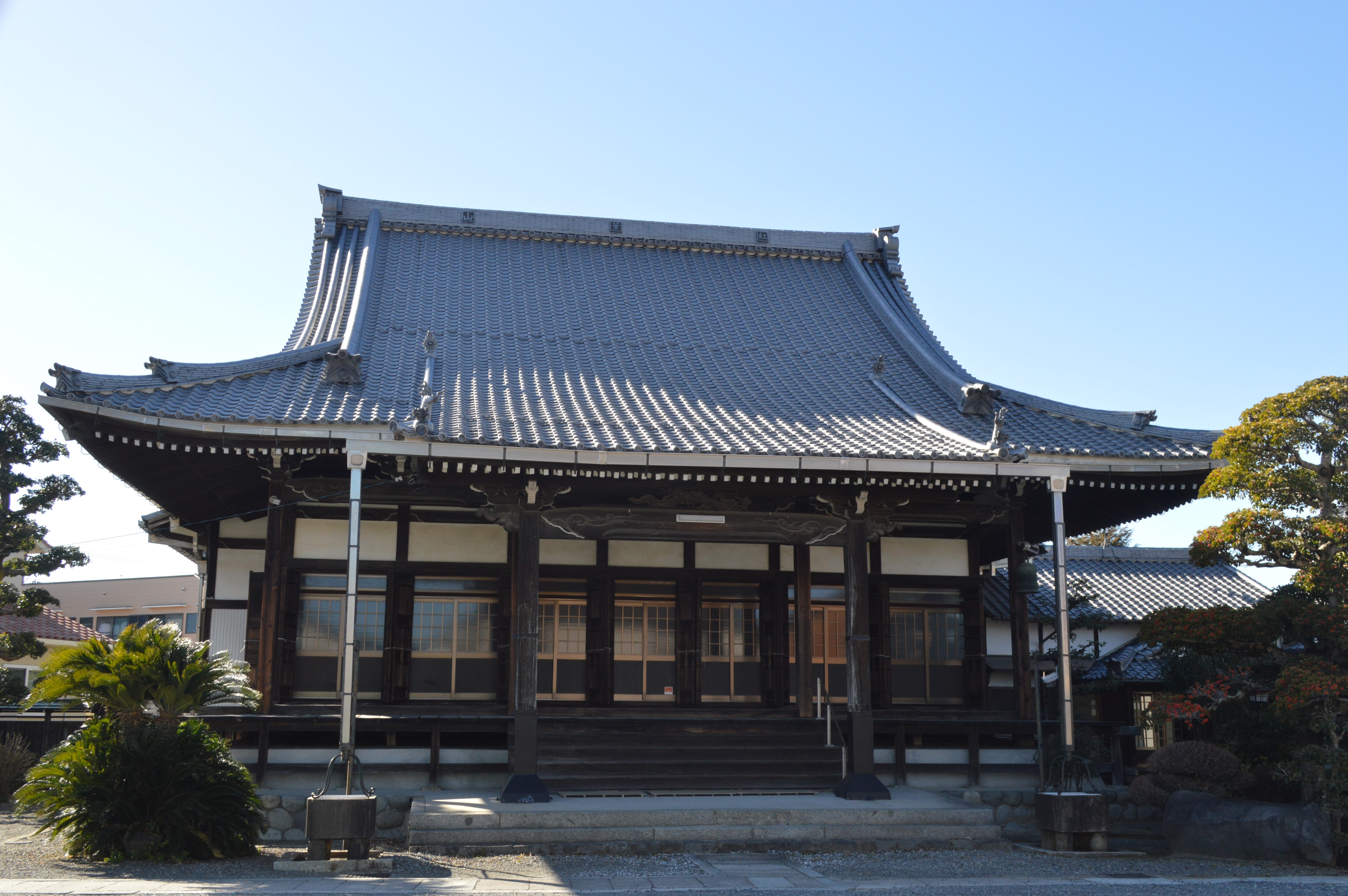
寶光寺

## 出身者
- 山田市三郎 - 名跡。

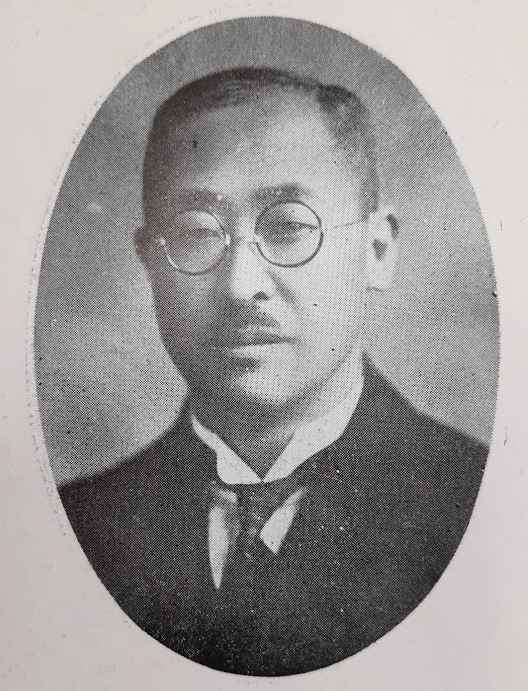
山田佑一

  - 山田深三郎 - 第6代山田市三郎。実業家・銀行家。稲沢銀行頭取。
  - 山田佑一 - 第7代山田市三郎。実業家・銀行家。稲沢銀行頭取。
  - 第8代山田市三郎 - 銀行家。東京大学法学部卒業。中京相互銀行頭取。
- 山田文七 - 名跡。

### WEB
1. ↑  “愛知県稲沢市の町丁・字一覧”.   人口統計ラボ. 2023年5月5日閲覧。
2. 1 2  総務省統計局 (2022年2月10日). “令和2年国勢調査の調査結果(e-Stat) - 男女別人口，外国人人口及び世帯数－町丁・字等” (CSV). 2023年8月2日閲覧。
3. ↑  “読み仮名データの促音・拗音を小書きで表記するもの(zip形式) 愛知県” (zip).   日本郵便 (2024年2月29日). 2024年3月26日閲覧。
4. ↑  “市外局番の一覧” (PDF).   総務省 (2022年3月1日). 2022年3月22日閲覧。
5. ↑  “ナンバープレートについて”.   一般社団法人愛知県自動車会議所. 2024年1月21日閲覧。
6. ↑  総務省統計局 (2014年3月28日). “平成7年国勢調査の調査結果(e-Stat) - 男女別人口及び世帯数 －町丁・字等” (CSV). 2021年7月20日閲覧。
7. ↑  総務省統計局 (2014年5月30日). “平成12年国勢調査の調査結果(e-Stat) - 男女別人口及び世帯数 －町丁・字等” (CSV). 2021年7月20日閲覧。
8. ↑  総務省統計局 (2014年6月27日). “平成17年国勢調査の調査結果(e-Stat) - 男女別人口及び世帯数 －町丁・字等” (CSV). 2021年7月21日閲覧。
9. ↑  総務省統計局 (2012年1月20日). “平成22年国勢調査の調査結果(e-Stat) - 男女別人口及び世帯数 －町丁・字等” (CSV). 2021年7月21日閲覧。
10. ↑  総務省統計局 (2017年1月27日). “平成27年国勢調査の調査結果(e-Stat) - 男女別人口及び世帯数 －町丁・字等” (CSV). 2021年7月21日閲覧。
11. 1 2 3  2019年度 愛知文教女子短期大学 自己点検・評価報告書 愛知文教女子短期大学
12. ↑  絹本著色毘沙門天像 稲沢市
13. ↑  木造釈迦如来坐像 稲沢市
14. ↑  木造阿弥陀如来坐像 稲沢市
15. ↑  勅使門 稲沢市

### 書籍
1. 1 2 3 4  「角川日本地名大辞典」編纂委員会『角川日本地名大辞典 23 愛知県』角川書店、1989年、p.1590
2. 1 2 3 4 5 6 7 8 9 10 11 12 13 14 15 16 17 18  「角川日本地名大辞典」編纂委員会『角川日本地名大辞典 23 愛知県』角川書店、1989年、p.173
3. 1 2 3 4 5 6  『日本歴史地名大系 愛知県の地名』平凡社、1981年、pp.421-422
4. ↑  『新修稲沢市史 本文編 下』稲沢市、1991年、p.20
5. ↑  「角川日本地名大辞典」編纂委員会『角川日本地名大辞典 23 愛知県』角川書店、1989年、p.171
6. ↑  『新修稲沢市史 本文編 下』稲沢市、1991年、pp.82-88
7. ↑  『ふるさとの想い出 写真集 明治大正昭和 稲沢』国書刊行会、1983年、p.21
8. 1 2 3  『日本歴史地名大系 愛知県の地名』平凡社、1981年、p.422